# Moëlan-sur-Mer
Moëlan-sur-Mer ist eine französische Gemeinde mit 6763 Einwohnern (Stand 1. Januar 2022) im Département Finistère in der Region Bretagne; sie gehört zum Arrondissement Quimper und zum Kanton Moëlan-sur-Mer.

## Geographie
Die Gemeinde liegt etwa 20 Kilometer nordwestlich von Lorient und 40 Kilometer südöstlich von Quimper an der Atlantikküste.
Nachbargemeinden von Moëlan-sur-Mer sind:
- Baye im Norden,
- Quimperlé im Nordosten,
- Clohars-Carnoët im Osten und,
- Riec-sur-Bélon im Westen.

Die Küstenlinie des Atlantischen Ozeans befindet sich am Südrand der Gemeinde, der Gemeindehauptort liegt etwa vier Kilometer landeinwärts. An der nordwestlichen Gemeindegrenze verläuft der Fluss Bélon, der in einem Ästuar beim Kap Pointe de Kerhemen in das Meer mündet. Weiter östlich münden die beiden Flüsschen Brigneau und Merrien mit kleinen Mündungstrichtern ebenso in den Atlantik. Die Küstenlinie ist meist felsig, dazwischen gibt es aber auch Sandstrände wie die Plage de Kerfany les Pins oder die Plage de Trenez.
Verkehrsanbindung
Das Gemeindegebiet wird durch die Départementsstraßen D24 bzw. D224 (von Riec-sur-Bélon über Moëlan nach Guidel) und durch die D116 (von der Pointe de Kerhemen über Moëlan nach Quimperlé) versorgt.

## Bevölkerungsentwicklung
| Jahr      | 1968 | 1975 | 1982 | 1990 | 1999 | 2007 | 2017 |
| Einwohner | 6276 | 6297 | 6501 | 6596 | 6592 | 6841 | 6781 |

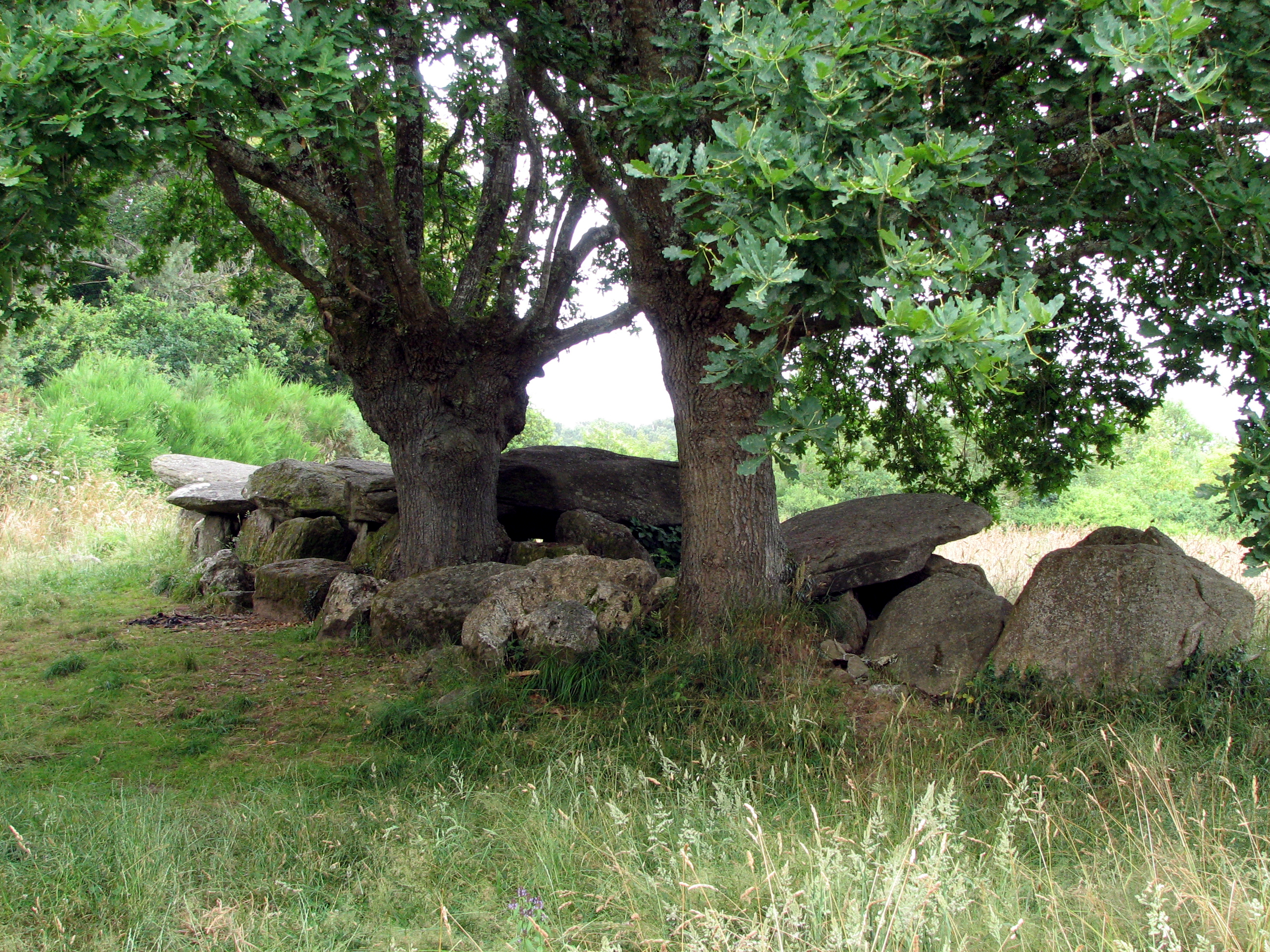
Allée couverte von Kermeur Bihan
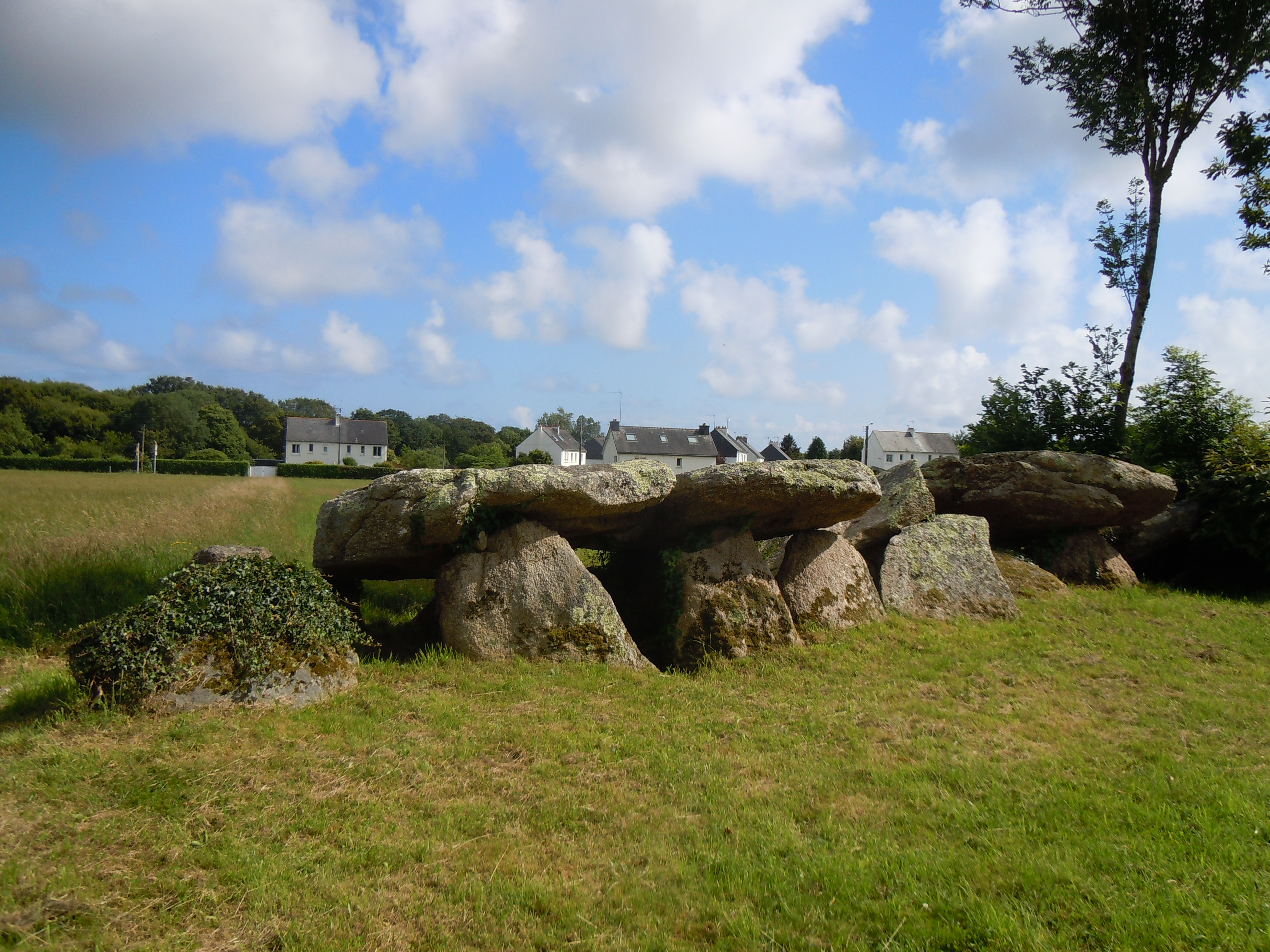
Allée couverte von Kergoustance
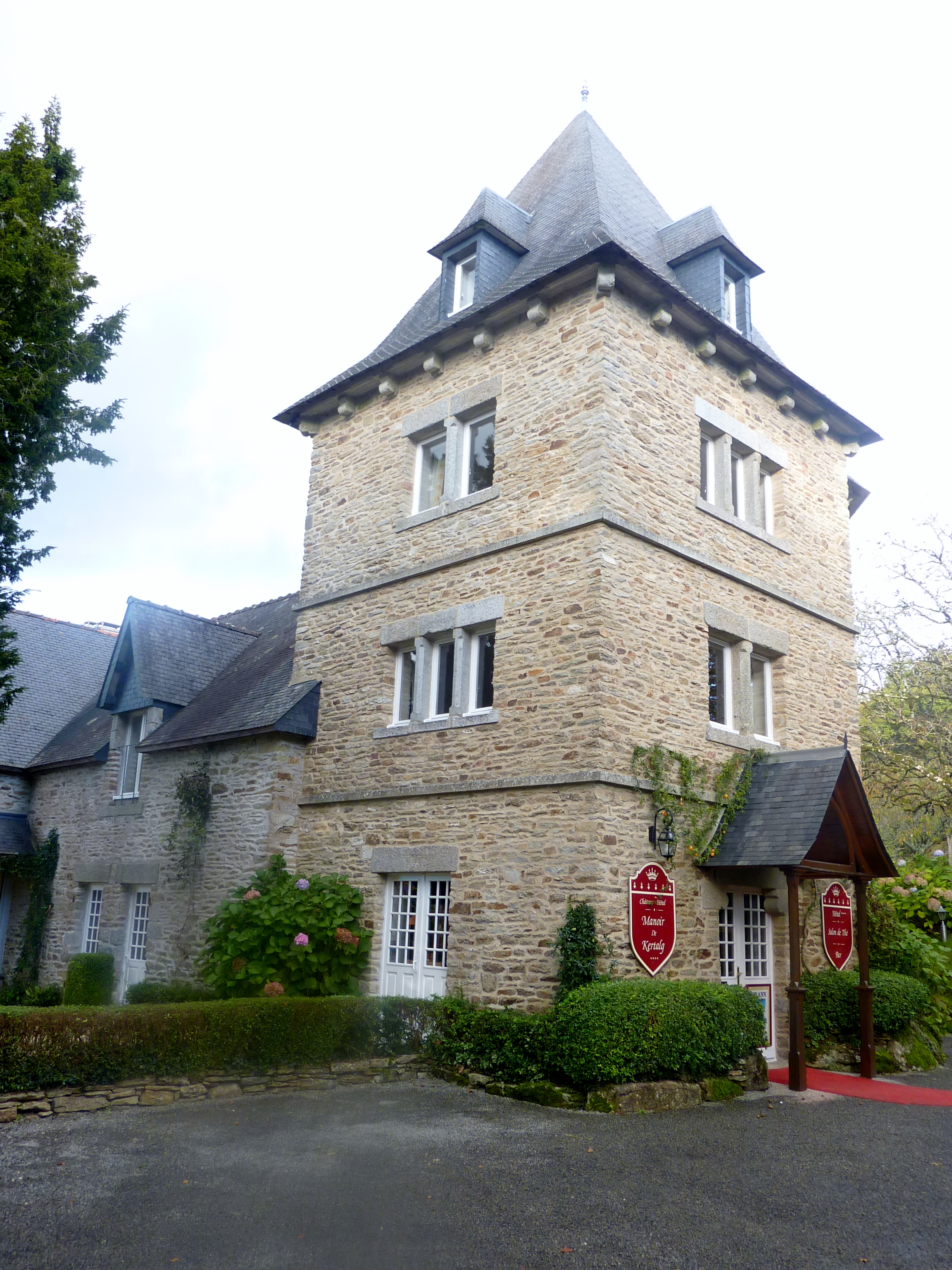
Herrenhaus Kertalg
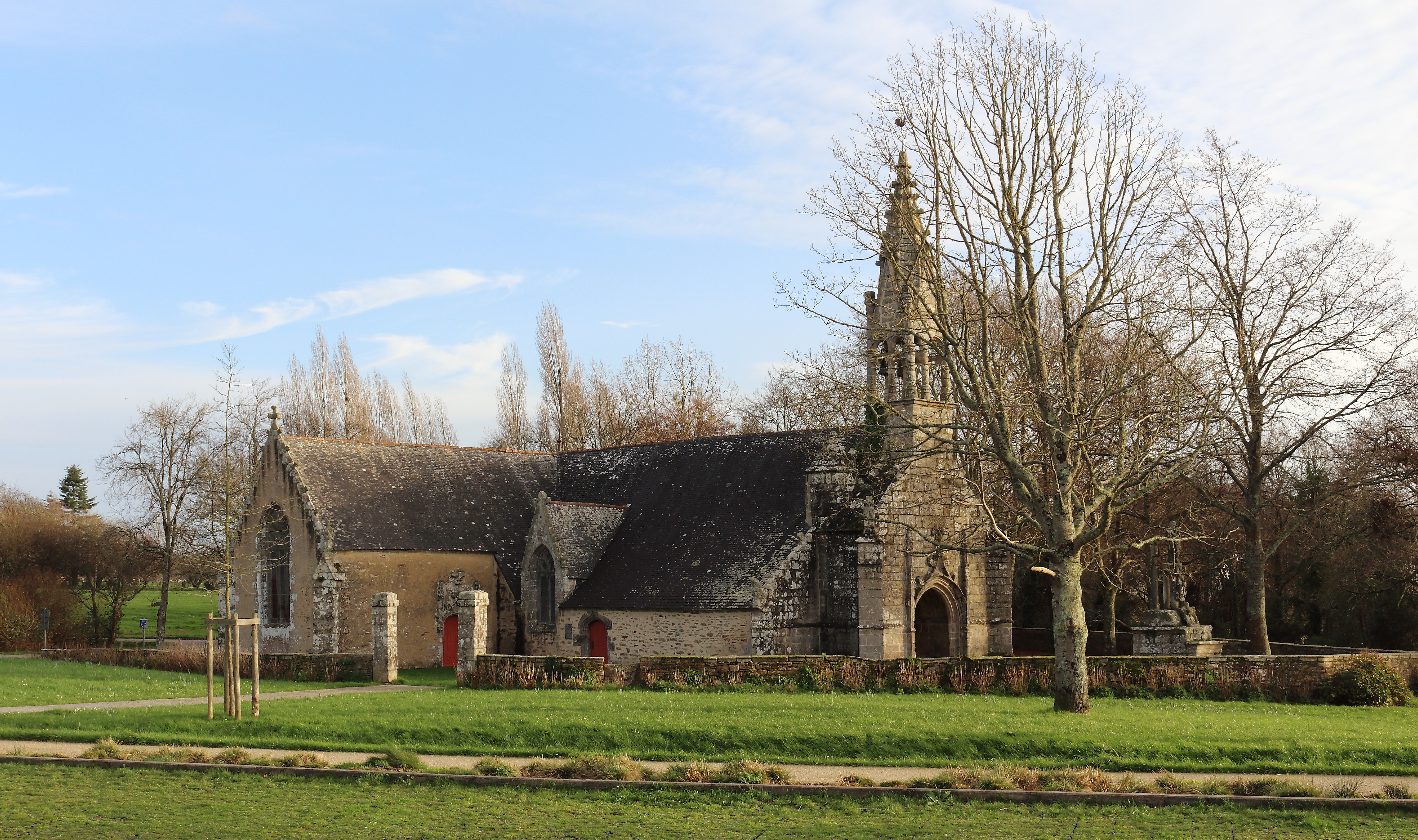
Chapelle Saint Philibert

## Sehenswürdigkeiten
Neben einer Vielzahl von Funden aus dem Neolithikum, wie Menhire, Steinreihen und Dolmen gibt es in der Gemeinde noch weitere Kunstschätze:
- Chapelle Saint Philibert, Kapelle aus dem 16. Jahrhundert – Monument historique[1]
- Kirche Saint Mélaine aus dem 17. Jahrhundert mit wertvollem Mobiliar

## Wirtschaft
Die Gemeinde investiert als Badeort in den Tourismus, in den Mündungstrichtern der Flüsse wurden Hafenanlagen für Boote eingerichtet. Der Ästuar des Flusses Bélon ist besonders für seine Austernzucht bekannt.

## Persönlichkeiten
- Léon Le Calvez (1909–1995), Radrennfahrer

## Städtepartnerschaft
- Lindenfels in Hessen, Deutschland, seit 1968